# Equação de Chapman-Kolmogorov
Em matemática, especificamente na teoria Markoviana de processos estocásticos, a equação de Chapman–Kolmogorov é uma identidade que relaciona as distribuições de probabilidade conjunta de diferentes conjuntos de coordenadas de um processo estocástico. A equação foi derivada independentemente pelos matemáticos Sydney Chapman e  Andrey Kolmogorov.

## Descrição matemática
Suponha que { fi } é uma coleção indexada de variáveis aleatórias, isto é, um processo estocástico. Seja
{\displaystyle p_{i_{1},\ldots ,i_{n}}(f_{1},\ldots ,f_{n})}
a função de densidade da probabilidade conjunta dos valores da variável aleatória f1 para fn. Então, a equação de Chapman–Kolmogorov é
{\displaystyle p_{i_{1},\ldots ,i_{n-1}}(f_{1},\ldots ,f_{n-1})=\int _{-\infty }^{\infty }p_{i_{1},\ldots ,i_{n}}(f_{1},\ldots ,f_{n})\,df_{n}}
ou seja, a  distribuição marginal sobre a variável de perturbação.
(Note que não se assumiu ainda nada sobre o ordenamento temporal ou qualquer outro das variáveis aleatórias — a equação acima aplica-se à distribuição marginal de qualquer uma.)

## Aplicação às cadeias de Markov
Quando o processo estocástico que se considera aqui é markoviano (Cadeias de Markov), a equação de Chapman–Kolmogorov é equivalente a uma identidade de densidades de transição. Na configuração de cadeia de Markov, assume-se que i1 < ... < in. Então, por causa da propriedade de Markov,
{\displaystyle p_{i_{1},\ldots ,i_{n}}(f_{1},\ldots ,f_{n})=p_{i_{1}}(f_{1})p_{i_{2};i_{1}}(f_{2}\mid f_{1})\cdots p_{i_{n};i_{n-1}}(f_{n}\mid f_{n-1}),}
onde a probabilidade condicional {\displaystyle p_{i;j}(f_{i}\mid f_{j})} é a probabilidade de transição entre os tempos {\displaystyle i>j}. Assim, a equação de Chapman–Kolmogorov assume a forma
{\displaystyle p_{i_{3};i_{1}}(f_{3}\mid f_{1})=\int _{-\infty }^{\infty }p_{i_{3};i_{2}}(f_{3}\mid f_{2})p_{i_{2};i_{1}}(f_{2}\mid f_{1})\,df_{2}.}
Informalmente, isso diz que a probabilidade de ir do estado 1 ao estado 3 pode ser encontrado nas probabilidades de ir de 1 a um estado intermediário 2 e, daí, de 2 a 3, ao adicionar todos os estados intermediários 2 possíveis.
Quando a distribuição de probabilidade no estado espacial de uma cadeia de Markov é discreta e a cadeia de Markov é homogênea, a equação de Chapman–Kolmogorov pode ser expressa em termos de um produto de matrizes (possivelmente de dimensão infinita), então:
{\displaystyle P(t+s)=P(t)P(s)\,}
onde P(t) é a matriz de transição do salto t, por exemplo, P(t) é a matriz tal que a entrada (i,j) contenha a probabilidade de a cadeia mover-se do estado i ao estado j nos passos t.
Como um corolário, isso sugere que para calcular a matriz de transição do salto t, basta acrescer a matriz de transição do salto um à potência t, isto é
{\displaystyle P(t)=P^{t}.\,}
A forma diferencial da equação de Chapman–Kolmogorov é também conhecida como equação mestre.